# رؤیاهای ممنوعه
رؤیاهای ممنوعه (چکی: Smrt krásných srnců) یک فیلم درام چکی به کارگردانی کارل کاخینیا است که در سال ۱۹۸۷ منتشر شد. این فیلم در پانزدهمین جشنواره بین‌المللی فیلم مسکو به نمایش درآمد و نماینده کشور چکسلواکی در شصتمین دوره جوایز اسکار برای رقابت بر سر جایزه اسکار بهترین فیلم بین‌المللی بود که البته به فهرست نهایی نامزدها راه نیافت.

## بازیگران
- کارل هژمانک
- ییرژی استراخ
- زوزانا گایسلرووا
- رودولف هروشینتسکی
- مارتا وانچورووا
- لوبور توکوش
- آلنا میهولووا